# Bunny chow
Bunny chow é um prato típico da culinária da África do Sul, mais especificamente da tradição dos indianos que foram “contratados” para as plantações de açúcar do KwaZulu-Natal em meados do século XIX. É composta por um caril de carne, peixe ou vegetais, servido dentro duma forma de pão esvaziada do miolo e acompanhada de achar (ou sambal, no Cabo). 
A origem e significado do nome desta iguaria não estão bem esclarecidos, mas podem ser resultado da adaptação para inglês das palavras “baniya” ou “banyan”, um comerciante indiano.  Em português, existem as palavras “baniane” e “baniano”, com o mesmo significado.[carece de fontes?]